# اوسترووتس
اوسترووتس (به چکی: Ostrovec) یک منطقهٔ مسکونی در جمهوری چک است که در ناحیه پیسک واقع شده‌است. اوسترووتس ۲۰٫۵۶ کیلومتر مربع مساحت و ۳۸۳ نفر جمعیت دارد و ۳۸۳ متر بالاتر از سطح دریا واقع شده‌است.